# Parc Saint-John-Perse
Le parc Saint-John-Perse est un espace vert situé dans le quartier Croix-Rouge à Reims. Il s'étend sur 5,9 ha.
Il est conçu par Jacques Simon en 1973. Il est recouvert à 60 % d'espaces boisés entourant une clairière.
Le parc est accessible par l'avenue du Général-Eisenhower, la rue de Bezannes et la rue Pierre-Taittinger.